# كرة القدم الخماسية في الألعاب البارالمبية الصيفية 2012
أقيمت منافسات كرة القدم الخماسية في دورة الألعاب البارالمبية الصيفية 2012 في لندن في ريفربانك أرينا، من 31 أغسطس إلى 8 سبتمبر. تُلعب كرة القدم الخماسية من قبل الرياضيين ذوي الإعاقة البصرية، باستخدام كرة تحتوي على جهاز إصدار ضوضاء في داخلها.
بالنسبة لهذه الألعاب، تنافس الرجال في بطولة مكونة من 8 فرق. كانت البرازيل هي المرشحة للفوز منذ فوزها في أثينا 2004 وفي بكين 2008 ؛ كما كانت أيضًا حاملة لقب بطلة العالم.

## التصفيات
| طريقة التأهل                                                                      | التاريخ                 | المكان               | المقاعد | مؤهل                  |
| --------------------------------------------------------------------------------- | ----------------------- | -------------------- | ------- | --------------------- |
| الدولة المضيفة                                                                    |                         |                      | 1       | بريطانيا العظمى (GBR) |
| بطولة العالم لكرة القدم للمكفوفين 2010 التي نظمها الاتحاد الدولي لرياضة المكفوفين | 14–22 أغسطس 2010        | المملكة المتحدة      | 1       | البرازيل (BRA)        |
| دورة الألعاب الآسيوية البارالمبية 2010                                            | 13–18 ديسمبر 2010       | قوانغتشو، الصين      | 1       | الصين (CHN)           |
| بطولة أوروبا لكرة القدم الخماسية 2011 للاتحاد الدولي لرياضة المكفوفين             | 17 يونيو – 1 يوليو 2011 | أكساراي، تركيا       | 2       | فرنسا (FRA)           |
| بطولة أوروبا لكرة القدم الخماسية 2011 للاتحاد الدولي لرياضة المكفوفين             | 17 يونيو – 1 يوليو 2011 | أكساراي، تركيا       | 2       | إسبانيا (ESP)         |
| دورة الألعاب البارابان الأمريكية 2011                                             | 15–20 نوفمبر 2011       | غوادالاخارا، المكسيك | 1       | الأرجنتين (ARG)       |
| بطاقة بديلة                                                                       |                         |                      | 2       | تركيا (TUR)           |
| بطاقة بديلة                                                                       | إيران (IRI)             |                      | 2       |                       |
| المجموع                                                                           |                         |                      | 8       |                       |

## التشكيلات
قدّمت كل دولة من الدول الثماني المشاركة فريقًا من عشرة لاعبين، ثمانية منهم مكفوفون أو ضعاف البصر، وحارسان مبصران. ولأول مرة، مُنح اللاعبون المبصرون ميداليات ضمن فريقهم.

## مرحلة المجموعات

### المجموعة أ
| م | الفريق         | لعب | ف | ت | خ | أ.له | أ.ع | أ.ف | نقاط | التأهل أو الهبوط      |
| - | -------------- | --- | - | - | - | ---- | --- | --- | ---- | --------------------- |
| 1 | البرازيل (BRA) | 3   | 2 | 1 | 0 | 5    | 0   | +5  | 7    | تأهل لجولة الميداليات |
| 2 | فرنسا (FRA)    | 3   | 1 | 2 | 0 | 1    | 0   | +1  | 5    | تأهل لجولة الميداليات |
| 3 | الصين (CHN)    | 3   | 1 | 1 | 1 | 4    | 1   | +3  | 4    | تأهل إلى جولة التصنيف |
| 4 | تركيا (TUR)    | 3   | 0 | 0 | 3 | 0    | 9   | −9  | 0    | تأهل إلى جولة التصنيف |

| البرازيل | 0–0   | فرنسا |
| -------- | ----- | ----- |
|          | تقرير |       |

| الصين                                                         | 4–0   | تركيا |
| ------------------------------------------------------------- | ----- | ----- |
| ونفا تشنغ 2'، 50' · شياوكيانغ لي 13' (ركلة.) · يافنغ وانغ 46' | تقرير |       |

| تركيا | 0–4   | البرازيل                                            |
| ----- | ----- | --------------------------------------------------- |
|       | تقرير | كونسيساو 4'، 38' · ألفيس 14' · سيفيرينو 24' (ركلة.) |

| فرنسا | 0–0   | الصين |
| ----- | ----- | ----- |
|       | تقرير |       |

| البرازيل     | 1–0   | الصين |
| ------------ | ----- | ----- |
| كونسيساو 22' | تقرير |       |

| فرنسا             | 1–0   | تركيا |
| ----------------- | ----- | ----- |
| لاباري 4' (ركلة.) | تقرير |       |

### المجموعة ب
| م | الفريق                | لعب | ف | ت | خ | أ.له | أ.ع | أ.ف | نقاط | التأهل                |
| - | --------------------- | --- | - | - | - | ---- | --- | --- | ---- | --------------------- |
| 1 | إسبانيا (ESP)         | 3   | 1 | 2 | 0 | 3    | 1   | +2  | 5    | تأهل لجولة الميداليات |
| 2 | الأرجنتين (ARG)       | 3   | 1 | 2 | 0 | 2    | 0   | +2  | 5    | تأهل لجولة الميداليات |
| 3 | إيران (IRI)           | 3   | 1 | 0 | 2 | 1    | 4   | −3  | 3    | تأهل إلى جولة التصنيف |
| 4 | بريطانيا العظمى (GBR) | 3   | 0 | 2 | 1 | 1    | 2   | −1  | 2    | تأهل إلى جولة التصنيف |

| إيران | 0–2   | الأرجنتين     |
| ----- | ----- | ------------- |
|       | تقرير | فيلو 27'، 48' |

| بريطانيا العظمى | 1–1   | إسبانيا                                 |
| --------------- | ----- | --------------------------------------- |
| ديفيد كلارك 22' | تقرير | أنطونيو خيسوس مارتين جايتان 20' (ركلة.) |

| إسبانيا                              | 2–0   | إيران |
| ------------------------------------ | ----- | ----- |
| أنطونيو خيسوس مارتين جايتان 13'، 22' | تقرير |       |

| الأرجنتين | 0–0   | بريطانيا العظمى |
| --------- | ----- | --------------- |
|           | تقرير |                 |

| إسبانيا | 0–0   | الأرجنتين |
| ------- | ----- | --------- |
|         | تقرير |           |

| بريطانيا العظمى | 0–1   | إيران                |
| --------------- | ----- | -------------------- |
|                 | تقرير | أرديكاني 21' (ركلة.) |

## مرحلة خروج المغلوب

### جولة التصنيف

#### نصف النهائي من المركز الخامس إلى الثامن
| الصين          | 1–1 (ب.و.إ.) | بريطانيا العظمى            |
| -------------- | ------------ | -------------------------- |
| Li 40' (ركلة.) | تقرير        | إنجليش 47'                 |
| ركلات الترجيح  |              |                            |
| لي · وانغ      | 2–1          | ديفيد كلارك · إنجليش · سيل |

| إيران          | 1–0   | تركيا |
| -------------- | ----- | ----- |
| Rajab Pour 19' | تقرير |       |

#### مباراة تحديد المركز السابع والثامن
| تركيا | 0–2   | بريطانيا العظمى          |
| ----- | ----- | ------------------------ |
|       | تقرير | سيل 5' · ديفيد كلارك 48' |

#### مباراة تحديد المركزين الخامس والسادس
| إيران                            | 0–0 (ب.و.إ.) | الصين                      |
| -------------------------------- | ------------ | -------------------------- |
|                                  | تقرير        |                            |
| ركلات الترجيح                    |              |                            |
| شلحافيزاده · أرديكاني · هفتداران | 0–1          | تشوبين · يافينغ · دونغدونغ |

### جولة الميدالية

#### نصف النهائي
| البرازيل                       | 0–0 (ب.و.إ.) | الأرجنتين               |
| ------------------------------ | ------------ | ----------------------- |
|                                | تقرير        |                         |
| ركلات الترجيح                  |              |                         |
| سيفيرينو · كاسيو لوبيز دوس ريس | 1–0          | ساكايان · فيلو · باديلا |

| إسبانيا | 0–2   | فرنسا           |
| ------- | ----- | --------------- |
|         | تقرير | فيليرو 23'، 49' |

#### مباراة الميدالية البرونزية
| إسبانيا                                                     | 0–0 (ب.و.إ.) | الأرجنتين               |
| ----------------------------------------------------------- | ------------ | ----------------------- |
|                                                             | تقرير        |                         |
| ركلات الترجيح                                               |              |                         |
| أنطونيو خيسوس مارتين جايتان · مارسيلو روسادو · جيرا تيخويلو | 1–0          | رودريغيز · فيلو · ديلدو |

#### مباراة الميدالية الذهبية
| فرنسا | 0–2   | البرازيل                                |
| ----- | ----- | --------------------------------------- |
|       | تقرير | سيفيرينو 22' (ركلة.) · بارون 42' (ه.ذ.) |

## الحائزون على الميداليات
| الحدث       | الذهبية | الفضية | البرونزية |
| ----------- | --- | --- | --- |
| فريق الرجال | البرازيل (BRA) · فابيو فاسكونسيلوس · دانييل دانتاس دا سيلفا · إيمرسون دي كارفاليو · جليدسون دا بايكساو · كاسيو لوبيز دوس ريس · ماركوس فيليبي · جيفرسون دا كونسيساو غونسالفيس · سيفيرينو · ريكاردو شتاينميتز ألفيس (القائد) · رايموندو نوناتو ألفيس مينديز | فرنسا (FRA) · فريديريك جاناس · حكيم أرزقي · عبد الرحيم مايا · إيفان كيبميجني · ديفيد لاباري · جوناثان جرينجير · غايل ريفيير · مارتن بارون · أرنو أياكس · فريديريك فيليرو (القائد) | إسبانيا (ESP) · ألفارو غونزاليس · خوسيه لويس جييرا تيخويلو · فرنسيسكو خافيير مونيوث بيريز · أدولفو صموئيل أكوستا رودريغيز (القائد) · خوسيه لوبيز راميريز · ألفريدو كوادرادو · أنطونيو خيسوس مارتين جايتان · يوسف الحداوي ربيعي · مارسيلو روسادو · راؤول دياز أورتين |

## وصلات خارجية
- "Football 5-a-side" نسخة محفوظة 27 February 2012 على موقع واي باك مشين., The official site of the London 2012 Olympic and Paralympic Games